# 上拉格
上拉格（法語：Oberlarg，发音：[obəʁlaʁg] 或 [obəʁlaʁk]），或纯音译作欧伯拉格，是法国上莱茵省的一个市镇，属于阿尔特基什区（Altkirch）和阿尔特基什县（Altkirch）。该市镇总面积8.21平方公里，2009年时的人口为154人。

## 地名
该地名Oberlarg来源于德语，前缀“Ober-”在德语中意为“上”，后面的“larg”意为“拉格河（Largue）”，拉格河穿过该地”。其东北方向约5千米处曾有亦被拉格河穿过的下拉格（Niederlarg，前缀“Nieder-”在德语中意为“下”；该地或纯音译作“尼德拉格”），但1975年已与莫斯（Moos）合并成现在的莫斯拉格（Mooslargue），今日下拉格（或“尼德拉格”）以不作为市镇存在。

## 人口
上拉格人口变化图示